# 美夜古泉站
美夜古泉站（日语：／ Miyakoizumi eki */?）是位於福岡縣行橋市大字西泉7丁目1780番2號，平成筑豐鐵道的田川線車站。車站編號為HC29。
車站名稱取自行橋的古老名稱「美夜古」。
位於附近的工場岡野閥門製造取得此站的命名權。在2009年4月1日，此站愛稱為岡野閥門製造前 美夜古泉站。

## 歷史
- 1991年（平成3年）10月1日 - 車站啟用。
- 2009年（平成21年）4月1日 - 此站加設副站名（愛稱）。

## 車站構造
車站是一座地面車站，設有1面1線的單式月台。此站是無人車站。

## 使用狀況
- 在2018年度，1日平均上落車人次為160人[1]。
- 在2019年度，1日平均上落車人次為179人[1]。

## 車站周邊
- 今川（日语：今川 (福岡県)）
- 岡野閥門製造行橋工場
- 行橋市立泉中學

## 相鄰車站
平成筑豐鐵道
田川線
令和COSTA行橋（HC30）－美夜古泉（HC29）－今川河童（HC28）

## 注腳
1. 1 2 3  鉄道を未来につなぐために（令和元年度版） ︳ へいちくネット（平成筑豊鉄道）（日語） 各站上落人次調査結果

## 外部連結
- 美夜古泉站 （页面存档备份，存于）（日語）（平成筑豐鐵道沿線情報網站）